# 齿褶龙胆
齿褶龙胆（学名：Gentiana epichysantha）为龙胆科龙胆属的植物，是中国的特有植物。分布于中国大陆的云南等地，生长于海拔3,700米至3,850米的地区，多生在落叶松林下，目前尚未由人工引种栽培。

## 异名
- Gentiana panthaica Prain et Burk. var. epichysantha (Hand.-Mazz.) H. Sm.